# Pityeja pura
Pityeja pura är en fjärilsart som beskrevs av W. Warren 1894. Pityeja pura ingår i släktet Pityeja och familjen mätare. Inga underarter finns listade i Catalogue of Life.